# Colobothea decemmaculata
Colobothea decemmaculata es una especie de escarabajo longicornio del género Colobothea, categorizada en la tribu Colobotheini, de la subfamilia Lamiinae. Fue descrita por Bates en 1865.

## Descripción
Mide 10,6-14 mm de longitud.

## Distribución
Se distribuye por Brasil y Guayana Francesa.